# ヨーク (重巡洋艦)
| 竣工当時のヨーク | |
| 艦歴             | |
| 発注             | パルマー造船所 |
| 起工             | 1927年5月18日 |
| 進水             | 1928年7月17日 |
| 就役             | 1930年5月1日 |
| 退役             | |
| その後           | 1941年5月22日に喪失 |
| 艦級             | ヨーク級重巡洋艦 |
| 性能諸元         | |
| 排水量           | 基準：8,250トン 満載：10,350トン |
| 全長             | 575 ft （175.25 m） |
| 水線長           | 164.6m |
| 全幅             | 57 ft （17.58 m） |
| 吃水             | 17 ft （6.17 m） |
| 機関             | ヤーロー式重油専焼三胴缶8基 +パーソンズ式ギヤードタービン4基4軸推進 |
| 最大速力         | 32.25ノット |
| 航続距離         | 14ノット/10,000海里 |
| 燃料             | 重油：1,900トン |
| 乗員             | 623名 |
| 兵装             | 20.3 cm（50口径）連装砲3基 10.2 cm（45口径）単装高角砲4基 オチキス 4.7cm（43口径）単装機砲4基 ヴィッカース 4cm（39口径）ポンポン砲4基 53.3cm三連装魚雷発射管2基                       |
| 装甲             | 舷側：76mm（機関区のみ） 甲板：25～38mm 主砲塔：25mm（前盾）、25mm（側盾）、25mm（後盾）、25mm（天蓋） バーベット：25mm 弾薬庫：102mm（側盾）、76mm（隔壁）、25mm（天蓋） 司令塔：-mm |
| 航空兵装         | 1932年に水上機1機とカタパルト1基追加。 1939年に撤去。 |

ヨーク (HMS York, 90) は、イギリス海軍の重巡洋艦。
ヨーク級重巡洋艦のネームシップ。
カウンティ級重巡洋艦（ケント級重巡洋艦）が8インチ連装砲塔四基（計10門）と三本煙突を備えるのに対し、ヨーク級重巡2隻（ヨーク、エクセター）は8インチ連装砲塔三基（計6門）と二本煙突である。予算節約を狙って艦型を縮小しており、前級と比較して大きく異なる外観を持つ。ロンドン海軍軍縮会議により軍縮条約が締結され、姉妹艦3隻は建造中止となった。
第二次世界大戦の地中海攻防戦に従事中の1941年（昭和16年）3月26日、クレタ島スダ湾でイタリア王立海軍の爆装艇に突入されて大破、擱坐した（スダ湾襲撃）。5月中旬にドイツ空軍が実施した空挺作戦によりクレタ島が陥落の危機に陥ると、連合国軍により放棄された。

## 艦歴
ヨークは1927年（昭和2年）5月18日に起工し、1928年（昭和3年）7月17日に進水、1930年（昭和5年）5月1日に竣工した。就役後、本国艦隊 (The Home Fleet) の第2巡洋艦戦隊旗艦となった。

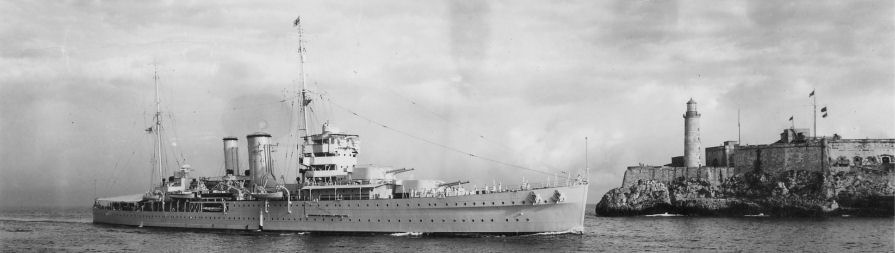
1938年にハバナで撮られたヨーク。

北アメリカ・西インド艦隊 (North America and West Indies Station) の第8巡洋艦戦隊で活動した後、第二次エチオピア戦争のため1935年（昭和10年）と1936年（昭和11年）は地中海艦隊 (Mediterranean Fleet) に派遣され、それからは1939年（昭和14年）9月初頭の第二次世界大戦勃発までアメリカ艦隊に属した。
1939年（昭和14年）9月、ヨークは船団護衛任務に従事するためハリファックスへ移った。10月、ハリファックスで、通商破壊艦の捜索や船団護衛にあたるF部隊 (Force F) に配属する。重巡ベリック (HMS Berwick, 65) 、軽巡オライオン (HMS Orion, 85) などと行動を共にする。10月31日から11月22日までバミューダで修理を行い、それから12月にイギリスへ戻って完全な修理を受けた。それが2月9日に完了すると、ヨークは本国艦隊の第1巡洋艦戦隊に配属された。
1940年（昭和15年）3月3日、デンマーク海峡のアイスランド近くでヨークはドイツの封鎖突破船アルクス (Arucas) を発見した。ヨークはアルクスを拿捕しようとしたが、ドイツ船は自沈した。
1940年4月はじめ、イギリスは中立国ノルウェーに対する複数の侵攻計画（R4計画、ウィルフレッド作戦）を準備した。ヨークの属する戦隊はイギリス軍の兵員輸送任務に割り当てられた。ちょうどナチス・ドイツもドイツ軍によるノルウェー侵攻を計画していた。ドイツ海軍 (Kriegsmarine) の行動を確認したイギリス軍は作戦を変更する。4月8日、イギリス各艦から兵員は下ろされ、ジョン・カニンガム中将が指揮する戦隊はすでに海上にあった本国艦隊主力部隊と合流した（ノルウェーの戦い）。
4月10日、ヨークは空襲により大破した駆逐艦エクリプス (HMS Eclipse, H08) を修理のためラーウィックまで曳航するよう命じられた。4月24日から25日にかけて、ヨークと軽巡洋艦マンチェスター (HMS Manchester, C15) 、バーミンガム (HMS Birmingham, C19) はグリーンハワード連隊 (Green Howards) 第1大隊などの兵員をロサイスからÅndalsnesおよびモルデまで運んだ。そして、ヨークは4月26日に帰投した。ナムソスでの戦局が悪化し、ヨークは3隻のフランス輸送船や多数のイギリス駆逐艦とともに、5月1日、2日に実行された英仏兵の撤収作戦に投入された。ヨークが救助した兵員は約1,200名だったという。
その後、ヨークは地中海戦線に投入される。アフリカ大陸喜望峰周りスエズ運河経由で北アフリカまで戦車を運ぶ船団を、軽巡洋艦エイジャックス (HMS Ajax) と共に護衛した。これ以降、地中海艦隊の第3巡洋艦戦隊所属となった。9月27日、アレクサンドリアに到着した。
9月28日からMB5作戦に参加する。英領マルタへの兵員輸送に従事する軽巡洋艦リヴァプール (HMS Liverpool, C11) 、グロスター (HMS Gloucester, C62) の護衛部隊の一員として出撃した。1940年10月、MB6作戦に参加しマルタへ向かう船団の支援のため戦艦部隊（ウォースパイト、ヴァリアント、マレーヤ、ラミリーズ）などと出撃する。帰還中の10月12日、軽巡洋艦エイジャックスの攻撃で大破し放棄されたイタリア王立海軍 (Regia Marina) のソルダティ級駆逐艦 (Classe Soldati) アルティリエーレ (Artigliere) を沈めた（パッセロ岬沖海戦）。
11月、ヨークはMB8作戦に参加、タラント奇襲作戦 (Operation judgement) に従事する空母イラストリアス (HMS Illustrious，87) の護衛などを務めた。続いてMB9作戦に参加する。

### 喪失

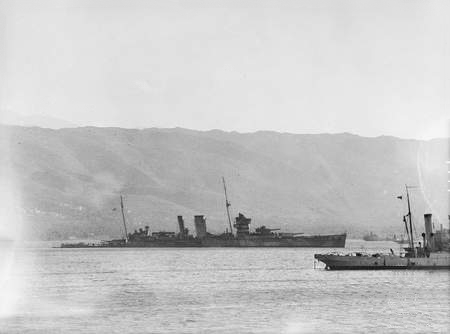
スダ湾で放棄されたヨーク。

1940年（昭和15年）10月以降のギリシャ・イタリア戦争において、エジプトとギリシャの中間に位置するクレタ島は、更に重要な意味を持つようになった。クレタ島北岸のスダ湾は天然の良港で、イギリス地中海艦隊は同港に戦力を派遣した。イタリア海軍は爆装艇による奇襲作戦を立案する（スダ湾奇襲作戦）。
1941年（昭和16年）3月25日夜、イタリア海軍の駆逐艦2隻（フランチェスコ・クリスピィ、クインティノ・セラ）から特別攻撃艇6隻が発進して特殊作戦を実施、クレタ島スダ湾在泊の連合国軍艦艇群を狙う。3月26日未明、イタリア特攻艇6隻は目標にむけて突撃を開始する。ヨークにはアンジェロ・カブリーニ少尉の特攻艇と、ツリオ・テデッキー兵曹長の特攻艇が体当たりし、本艦は大破して着底した。
座礁したヨークの修理には5ヶ月程度かかるとみなされ、乗組員の大部分はクレタ島に上陸して過ごすことになった。修理と並行し、ヨークは浮き砲台となって対空戦闘を継続する。だがドイツ空軍 (Luftwaffe) やイタリア王立空軍 (Regia Aeronautica) はクレタ島に間断なく空襲を実施していた。ヨークは空襲により損傷が拡大する。5月になると、ドイツ軍が“メルクール作戦” (Unternehmen Merkur) を発動してドイツ空軍 (Luftwaffe) の降下猟兵（パラシュート部隊）が空挺作戦を実施する。5月20日、枢軸国軍がクレタ島への空挺作戦を開始、クレタ島攻防戦が始まる。追い詰められた連合国軍はクレタ撤退を余儀なくされた。スダ湾から動けなかったヨークは5月22日に放棄される。クレタ島占領後の枢軸国軍は、本艦を鹵獲して検分した。第二次世界大戦終結後、ヨークの残骸は解体されスクラップとなった。